# Gilles Monville
Gilles Monville (2 april 1981) is een Belgisch golfprofessional.

## Levensloop
Monville is de eerste Belgische speler die de Order of Merit van de Belgische PGA en de Order of Merit van de Members Tour in hetzelfde jaar gewonnen heeft.
In 2012 won Monville met zijn team de Deauville Pro-Am, individueel werd hij 12de. Er deden 36 teams mee.
Hij geeft les op Louvain-la-Neuve.

## Gewonnen

#### Nationaal
- 2009: PGA Kampioenschap
- 2011: 3x Order of Merit winnaar: Belgische PGA, Members Tour, PGA winterserie